# Lista odcinków serialu Outlander
Poniżej znajduje się lista odcinków serialu telewizyjnego Outlander – emitowanego przez amerykańską stację kablową Starz od 9 sierpnia 2014 roku. W Polsce serial jest emitowany od 9 listopada 2014 roku przez AXN White.
| Seria | Seria | Odcinki | Oryginalna emisja Starz | Oryginalna emisja Starz | Oryginalna emisja AXN White | Oryginalna emisja AXN White | Oryginalna emisja Netflix | Oryginalna emisja Netflix |
| ----- | ----- | ------- | ----------------------- | ----------------------- | --------------------------- | --------------------------- | ------------------------- | ------------------------- |
| Seria | Seria | Odcinki | Premiera serii          | Finał serii             | Premiera serii              | Finał serii                 | Premiera sezonu           | Finał sezonu              |
|       | 1     | 16      | 9 sierpnia 2014         | 30 maja 2015            | 3 listopada 2014            | 20 lipca 2015               | brak danych               | brak danych               |
|       | 2     | 13      | 9 kwietnia 2016         | 2 lipca 2016            | 8 lutego 2017               | 8 marca 2017                | brak danych               | brak danych               |
|       | 3     | 13      | 10 września 2017        | 10 grudnia 2017         | —                           | —                           | brak danych               | brak danych               |
|       | 4     | 13      | 4 listopada 2018        | 27 stycznia 2019        | —                           | —                           | 5 listopada 2018          | 28 stycznia 2019          |
|       | 5     | 12      | 16 lutego 2020          | 10 maja 2020            | —                           | —                           | 15 lutego 2020            | 11 maja 2020              |
|       | 6     | 8       | 6 marca 2022            | 1 maja 2022             |                             |                             |                           |                           |
|       | 7     | 16      | 16 czerwca 2023         |                         |                             |                             | 17 czerwca 2023           |                           |

## Sezon 1 (2014-2015)
| №  | Nr | Tytuł                       | Tytuł polski         | Reżyseria        | Scenariusz                       | Premiera (Starz) | Premiera w Polsce (AXN White) |
| -- | -- | --------------------------- | -------------------- | ---------------- | -------------------------------- | ---------------- | ----------------------------- |
| 1  | 1  | Sassenach                   | Sassenach            | John Dahl        | Ronald D. Moore                  | 9 sierpnia 2014  | 3 listopada 2014              |
| 2  | 2  | Castle Leoch                | Zamek Leoch          | John Dahl        | Ronald D. Moore                  | 16 sierpnia 2014 | 10 listopada 2014             |
| 3  | 3  | The Way Out                 | Droga ucieczki       | Brian Kelly      | Anne Kenney                      | 23 sierpnia 2014 | 17 listopada 2014             |
| 4  | 4  | The Gathering               | Zjazd                | Brian Kelly      | Matthew B. Roberts               | 30 sierpnia 2014 | 24 listopada 2014             |
| 5  | 5  | Rent                        | Czynsz               | Brian Kelly      | Toni Graphia                     | 6 września 2014  | 1 grudnia 2014                |
| 6  | 6  | The Garrison Commander      | Dowódca garnizonu    | Brian Kelly      | Ira Steven Behr                  | 13 września 2014 | 8 grudnia 2014                |
| 7  | 7  | The Wedding                 | Ślub                 | Anna J. Foerster | Anne Kenney                      | 20 września 2014 | 15 grudnia 2014               |
| 8  | 8  | Both Sides Now              | Po obu stronach      | Anna J. Foerster | Ronald D. Moore                  | 27 września 2014 | 5 stycznia 2015               |
| 9  | 9  | The Reckoning               | Porachunki           | Richard Clark    | Matthew B. Roberts               | 4 kwietnia 2015  | 1 czerwca 2015                |
| 10 | 10 | By the Pricking of My Thumb | Palec mię świerzbi   | Richard Clark    | Ira Steven Behr                  | 11 kwietnia 2015 | 8 czerwca 2015                |
| 11 | 11 | The Devil's Mark            | Znamię szatana       | Mike Barker      | Toni Graphia                     | 18 kwietnia 2015 | 15 czerwca 2015               |
| 12 | 12 | Lallybroch                  | Lallybroch           | Mike Barker      | Anne Kenney                      | 25 kwietnia 2015 | 22 czerwca 2015               |
| 13 | 13 | The Watch                   | Straż                | Metin Hüseyin    | Toni Graphia                     | 2 maja 2015      | 29 czerwca 2015               |
| 14 | 14 | The Search                  | Poszukiwania         | Metin Hüseyin    | Matthew B. Roberts               | 9 maja 2015      | 6 lipca 2015                  |
| 15 | 15 | Wentworth Prison            | Więzienie Wentworth  | Anna Foerster    | Ira Steven Behr                  | 16 maja 2015     | 13 lipca 2015                 |
| 16 | 16 | To Ransom a Man's Soul      | Okup za ludzką duszę | Anna Foerster    | Ira Steven Behr, Ronald D. Moore | 30 maja 2015     | 20 lipca 2015                 |

## Sezon 2 (2016)
| №  | Nr | Tytuł                             | Reżyseria         | Scenariusz         | Premiera (Starz) | Premiera w Polsce (AXN White) |
| -- | -- | --------------------------------- | ----------------- | ------------------ | ---------------- | ----------------------------- |
| 17 | 1  | Through a Glass, Darkly           | Metin Hüseyin     | Ronald D. Moore    | 9 kwietnia 2016  | 8 lutego 2017                 |
| 18 | 2  | Not in Scotland Anymore           | Metin Hüseyin     | Ira Steven Behr    | 16 kwietnia 2016 | 8 lutego 2017                 |
| 19 | 3  | Useful Occupations and Deceptions | Metin Hüseyin     | Anne Kenney        | 23 kwietnia 2016 | 8 lutego 2017                 |
| 20 | 4  | La Dame Blanche                   | Douglas Mackinnon | Toni Graphia       | 30 kwietnia 2016 | 15 lutego 2017                |
| 21 | 5  | Untimely Resurrections            | Douglas Mackinnon | Richard Kahan      | 7 maja 2016      | 15 lutego 2017                |
| 22 | 6  | Best Laid Schemes                 | Metin Hüseyin     | Matthew B. Roberts | 14 maja 2016     | 15 lutego 2017                |
| 23 | 7  | Faith                             | Metin Hüseyin     | Toni Graphia       | 21 maja 2016     | 22 lutego 2017                |
| 24 | 8  | The Fox's Lair                    | Mike Barker       | Anne Kenney        | 28 maja 2016     | 22 lutego 2017                |
| 25 | 9  | Je Suis Prest                     | Philip John       | Matthew B. Roberts | 4 czerwca 2016   | 22 lutego 2017                |
| 26 | 10 | Prestonpans                       | Philip John       | Ira Steven Behr    | 11 czerwca 2016  | 1 marca 2017                  |
| 27 | 11 | Vengeance Is Mine                 | Mike Barker       | Diana Gabaldon     | 18 czerwca 2016  | 1 marca 2017                  |
| 28 | 12 | The Hail Mary                     | Philip John       | Ira Steven Behr    | 25 czerwca 2016  | 1 marca 2017                  |
| 29 | 13 | Dragonfly in Amber                | Philip John       | Toni Graphia       | 2 lipca 2016     | 8 marca 2017                  |

## Sezon 3 (2017)
| №  | Nr | Tytuł             | Reżyseria            | Scenariusz                       | Premiera (Starz)     | Premiera w Polsce (AXN White) |
| -- | -- | ----------------- | -------------------- | -------------------------------- | -------------------- | ----------------------------- |
| 30 | 1  | The Battle Joined | Brendan Maher        | Ronald D. Moore                  | 10 września 2017     | nieemitowany                  |
| 31 | 2  | Surrender         | Jennifer Getzinger   | Anne Kenney                      | 17 września 2017     | nieemitowany                  |
| 32 | 3  | All Debts Paid    | Brendan Maher        | Matthew B. Roberts               | 24 września 2017     | nieemitowany                  |
| 33 | 4  | Of Lost Things    | Brendan Maher        | Toni Graphia                     | 1 października 2017  | nieemitowany                  |
| 34 | 5  | Freedom & Whisky  | Brendan Maher        | Toni Graphia                     | 8 października 2017  | nieemitowany                  |
| 35 | 6  | A. Malcolm        | Norma Bailey         | Matthew B. Roberts               | 22 października 2017 | nieemitowany                  |
| 36 | 7  | Creme De Menthe   | Norma Bailey         | Karen Campbell                   | 29 października 2017 | nieemitowany                  |
| 37 | 8  | First Wife        | Jennifer Getzinger   | Joy Blake                        | 5 listopada 2017     | nieemitowany                  |
| 38 | 9  | The Doldrums      | David Moore          | Shannon Goss                     | 12 listopada 2017    | nieemitowany                  |
| 39 | 10 | Heaven and Earth  | David Moore          | Luke Schelhaas                   | 19 listopada 2017    | nieemitowany                  |
| 40 | 11 | Turtle Soup       | Charlotte Brandström | Karen Campbell, Shannon Goss     | 26 listopada 2017    | nieemitowany                  |
| 41 | 12 | The Bakra         | Charlotte Brandström | Luke Schelhaas                   | 3 grudnia 2017       | nieemitowany                  |
| 42 | 13 | Eye of the Storm  | Matthew B. Roberts   | Matthew B. Roberts, Toni Graphia | 10 grudnia 2017      | nieemitowany                  |

## Sezon 4 (2018-2019)
| №  | Nr | Tytuł                 | Reżyseria          | Scenariusz                       | Premiera (Starz)  | Premiera w Polsce (AXN White) |
| -- | -- | --------------------- | ------------------ | -------------------------------- | ----------------- | ----------------------------- |
| 43 | 1  | America the Beautiful | Julian Holmes      | Matthew B. Roberts, Toni Graphia | 4 listopada 2018  | nieemitowany                  |
| 44 | 2  | Do No Harm            | Julian Holmes      | Karen Campbell                   | 11 listopada 2018 | nieemitowany                  |
| 45 | 3  | The False Bride       | Ben Bolt           | Jennifer Yale                    | 18 listopada 2018 | nieemitowany                  |
| 46 | 4  | Common Ground         | Ben Bolt           | Joy Blake                        | 25 listopada 2018 | nieemitowany                  |
| 47 | 5  | Savages               | Denise Di Novi     | Bronwyn Garrity                  | 2 grudnia 2018    | nieemitowany                  |
| 48 | 6  | Blood of My Blood     | Denise Di Novi     | Shaina Fewell                    | 9 grudnia 2018    | nieemitowany                  |
| 49 | 7  | Down the Rabbit Hole  | Jennifer Getzinger | Shannon Goss                     | 16 grudnia 2018   | nieemitowany                  |
| 50 | 8  | Wilmington            | Jennifer Getzinger | Luke Schelhaas                   | 23 grudnia 2018   | nieemitowany                  |
| 51 | 9  | The Birds & The Bees  | David Moore        | Matthew B. Roberts, Toni Graphia | 30 grudnia 2018   | nieemitowany                  |
| 52 | 10 | The Deep Heart's Core | David Moore        | Luke Schelhaas                   | 6 stycznia 2019   | nieemitowany                  |
| 53 | 11 | If Not For Hope       | Mairzee Almas      | Shaina Fewell, Bronwyn Garrity   | 13 stycznia 2019  | nieemitowany                  |
| 54 | 12 | Providence            | Mairzee Almas      | Karen Campbell                   | 20 stycznia 2019  | nieemitowany                  |
| 55 | 13 | Man of Worth          | Stephen Woolfenden | Toni Graphia                     | 27 stycznia 2019  | nieemitowany                  |

## Sezon 5 (2020)
| №  | Nr | Tytuł                     | Reżyseria | Scenariusz                    | Premiera (Starz) | Premiera w Polsce (AXN White) |
| -- | -- | ------------------------- | --------- | ----------------------------- | ---------------- | ----------------------------- |
| 56 | 1  | The Fiery Cross           |           | Matthew B. Roberts            | 16 lutego 2020   | nieemitowany                  |
| 57 | 2  | Between Two Fires         |           | Toni Graphia & Luke Schelhaas | 23 lutego 2020   | nieemitowany                  |
| 58 | 3  | Free Will                 |           | Luke Schelhaas                | 1 marca 2020     | nieemitowany                  |
| 59 | 4  | Company We Keep           |           | Barbara Stepansky             | 8 marca 2020     | nieemitowany                  |
| 60 | 5  | Perpetual Adoration       |           | Alyson Evans & Steve Kornacki | 15 marca 2020    | nieemitowany                  |
| 61 | 6  | Better to Marry Than Burn |           |                               | 22 marca 2020    | nieemitowany                  |
| 62 | 7  | The Ballad of Roger Mac   |           | Toni Graphia                  | 29 marca 2020    | nieemitowany                  |